# Let Me Go (песня Хейли Стайнфелд и Алессо)
«Let Me Go» — песня американской певицы Хейли Стайнфелд и шведского продюсера Алессо при участии американского кантри-дуэта Florida Georgia Line. Она была выпущена 8 сентября 2017 года лейблом Republic Records в сингла из мини-альбома Алессо Midnight Hour, вышедшего 26 августа 2016 года. Песню написали Алессандро Линдблад, Эндрю Уотт, Александра Тампоси, Брайан Ли, Джейми Лиделл. Спродюсировали сингл Алессо и Эндрю Уотт.
Песня получила платиновые сертификаты в Австралии, Бразилии, Великобритании, Италии, Канаде и в США от Американской ассоциации звукозаписывающей индустрии (RIAA).

## История
5 сентября 2017 года компания Republic Records подтвердила готовящуюся совместную работу и сообщила дату её релиза и радиоэфира. 7 сентября 2017 года Стайнфелд опубликовала тизеры в социальных сетях, официально объявив дату выхода песни.

## Композиция
«Let Me Go» — это тропический хаус и поп-песня с влиянием кантри. Она написана в тональности си-бемоль дорийский и ля-бемоль мажор с темпом 100—104 ударов в минуту.

## Отзывы
Дэвид Ришти из Billboard назвал песню «впечатляющей совместной работой» и выразил мнение, что в ней «есть все необходимые ингредиенты для того, чтобы её текст быстро засел у вас в голове». Кэт Бейн из того же издания назвал её «готовой для радио поп-балладой», «приятной для слуха песней о расставании с пересечением поп и кантри». По его мнению, она «наполнена тропическими кокосовыми нотами с центральным вокалом Стайнфелд и сильным бэкграундом Florida Georgia Line» и похожа на песню Kygo 2016 года «Carry Me». Бриттани Провост из EDMTunes назвала её «на удивление очень запоминающимся и бодрым треком». Келли Брики из Sounds Like Nashville считает, что она «похожа на следующий большой клубный хит с FGL и Стайнфелд, обменивающимися куплетами для создания темповой песни о любви».

## Чарты
| Чарт (2017—2018)                           | Высшая позиция |
| ------------------------------------------ | -------------- |
| Австралия (ARIA)                           | 12             |
| Австрия (Ö3 Austria Top 40)                | 52             |
| Бельгия/Фландрия (Ultratip Bubbling Under) | 4              |
| Бельгия/Валлония (Ultratip Bubbling Under) | 13             |
| Канада (Billboard Canadian Hot 100)        | 18             |
| Канада (Billboard CHR/Top 40)              | 13             |
| Канада (Billboard Hot AC)                  | 36             |
| Чехия (Singles Digitál Top 100)            | 18             |
| Германия (GfK)                             | 78             |
| Венгрия (Rádiós Top 40)                    | 15             |
| Венгрия (Stream Top 40)                    | 16             |
| Ирландия (IRMA)                            | 18             |
| Италия (FIMI)                              | 69             |
| Малайзия (RIM)                             | 11             |
| Мексика Mexico Airplay (Billboard)         | 47             |
| Нидерланды (Single Top 100)                | 33             |
| Новая Зеландия (Recorded Music NZ)         | 14             |
| Норвегия (VG-lista)                        | 40             |
| Филиппины (Philippine Hot 100)             | 51             |
| Португалия (AFP)                           | 27             |
| Шотландия (OCC Scotland)                   | 30             |
| Швеция (Sverigetopplistan)                 | 35             |
| Швейцария (Schweizer Hitparade)            | 60             |
| Великобритания (OCC UK Singles)            | 30             |
| США (Billboard Hot 100)                    | 40             |
| США (Billboard Adult Pop Airplay)          | 25             |
| США (Billboard Hot Dance/Electronic Songs) | 2              |
| США (Billboard Pop Airplay)                | 14             |

| Чарт (2017)                               | Позиция |
| ----------------------------------------- | ------- |
| Australia (ARIA)                          | 98      |
| Hungary (Stream Top 40)                   | 81      |
| US Hot Dance/Electronic Songs (Billboard) | 29      |

| Чарт (2018)                               | Позиция |
| ----------------------------------------- | ------- |
| Australia (ARIA)                          | 59      |
| Canada (Canadian Hot 100)                 | 58      |
| Iceland (Plötutíóindi)                    | 53      |
| US Hot Dance/Electronic Songs (Billboard) | 6       |

## Сертификации
| Регион | Сертификация  | Продажи    |
| --- | ------------- | ---------- |
| Австралия (ARIA) | 5× Платиновый | 350 000    |
| Бразилия (ABPD) | 2× Платиновый | 80 000     |
| Канада (Music Canada) | 4× Платиновый | 320 000    |
| Дания (IFPI Danmark) | Золотой       | 45 000     |
| Германия (BVMI) | Золотой       | 200 000    |
| Италия (FIMI) | Платиновый    | 50 000     |
| Новая Зеландия (RMNZ) | Платиновый    | 30 000     |
| Португалия (AFP) | Золотой       | 5000       |
| Испания (PROMUSICAE) | Золотой       | 30 000     |
| Великобритания (BPI) | Платиновый    | 600 000    |
| США (RIAA) | Платиновый    | 1 000 000  |
| Стриминг |               |            |
| Швеция (GLF) | 2× Платиновый | 16 000 000 |
| Данные о продажах + прослушиваниях приведены только на основе сертификации. · Данные только о прослушиваниях приведены на основе сертификации. |               |            |